# Les Droits de l’homme

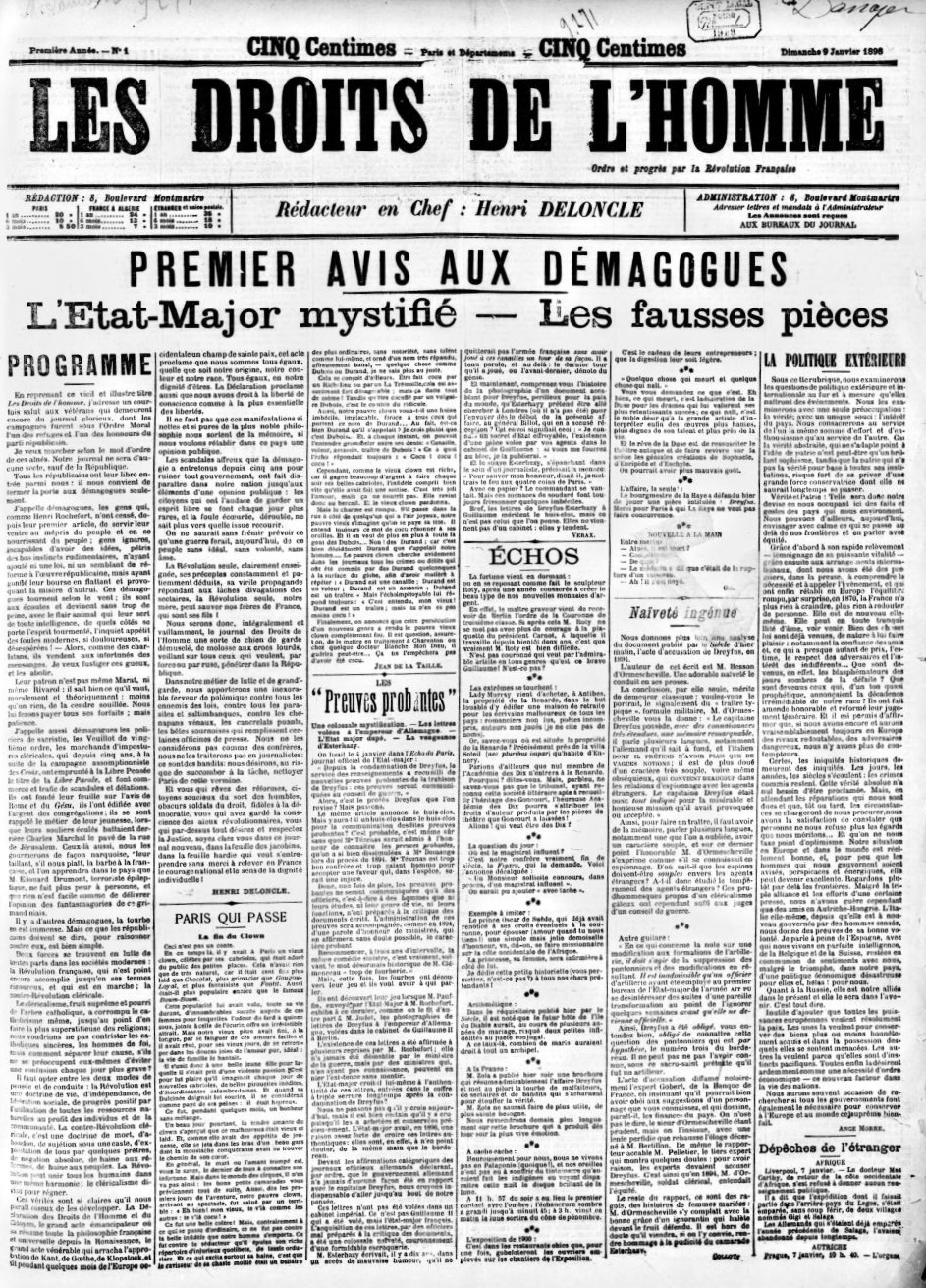
Droits de l’homme, Nr. 1 vom 9. Januar 1898

Les Droits de l’homme ist der Name mehrerer französischer Zeitungen. Das Journal erschien zunächst von 1898 bis 1900 als pro-dreyfusardische Publikation und später in mehreren Neuauflagen.

## Geschichte
Les Droits de l’homme wurde 1898 ins Leben gerufen, um die Sache Alfred Dreyfus’ zu unterstützen. Die Zeitung wurde wahrscheinlich von den Verteidigern des Hauptmanns über Bernard Lazare finanziert. Gründer und erster Chefredakteur war Henri Deloncle, ein republikanischer Journalist und Freidenker.
Der Titel der Zeitung bezog sich auf die Erklärung der Menschen- und Bürgerrechte und übernahm den Titel eines republikanischen Blattes, das zur Zeit des Kampfes gegen die Ordre moral erschienen war. Die erste Ausgabe vom 9. Januar enthält das Programm der Zeitung. Deloncle erklärte, dass die Zeitung „keiner Sekte, außer der Republik“ angehöre und allen Republikanern offen stehe, aber „Demagogen“ wie Henri Rochefort und Édouard Drumont sowie klerikalen Reaktionären verschlossen sei. Das Motto der Zeitung, „Ordre et progrès par la Révolution Française“ (Ordnung und Fortschritt durch die Französische Revolution), drückte eine fortschrittliche, positivistisch gefärbte Tendenz aus.
Aufgrund ihrer dreyfusardischen redaktionellen Linie (sie war zusammen mit L’Aurore und Le Siècle das Sprachrohr der Proteste für die Wiederaufnahme des Dreyfus-Prozesses) wurde sie von denjenigen angegriffen, die gegen die Wiederaufnahme des Prozesses gegen den Hauptmann waren, und von ihnen als an das dreyfusardische „Syndikat“ verkauft dargestellt. Neben der Verteidigung von Dreyfus und Émile Zola verurteilte die Zeitung regelmäßig den Antisemitismus, dem Henri Dagan ab März 1898 eine Reihe von Interviews und Zeugenaussagen von Persönlichkeiten widmete. Mit einer durchschnittlichen Auflage von 19.000 Exemplaren, gerne gewalttätig (was für einige Dreyfusards nicht unproblematisch war), war sie, wie Jean Ajalbert später sagte, ein „Freibeuter“ (corsaire): „Wir führten den ‚Rennkrieg‘ auf einem behelfsmäßigen Segelschiff zwischen hochrangigen Schiffen wie der Aurore, die Clemenceau befehligte“.
Die letzte Ausgabe der Zeitung erschien am 17. März 1900, doch die Nummerierung wurde 1901 von Les Droits de l’homme de Paris und später von anderen gleichnamigen Zeitungen übernommen.

## Mitarbeiter
Eine Auswahl an Mitarbeitern (Collaborateurs) findet sich in der französischen Wikipedia-Sprachversion.